# Anadia
Anadia ist eine Stadt (Cidade) in Portugal. 2010 war Anadia der am wirtschaftlichsten geführte Kreis seiner Größenordnung in Portugal.

## Geschichte
Spuren deuten auf eine hiesige Anwesenheit des Menschen in der Altsteinzeit und Jungsteinzeit, jedoch sind keine bedeutenden Funde vorhanden. Zur Zeit der römischen Besatzung führte die Römerstraße von Olissipo (Lissabon) nach Cale (Porto) hierher, häusliche Keramikfunde u. a. bezeugen eine hiesige Besiedlung zu der Zeit.
Die erste offizielle Erwähnung Anadias ist von 1082 dokumentiert, während einige Orte des heutigen Kreises bereits früher erwähnt wurden, so São Lourenço do Bairro im Jahr 883. Aus verschiedenen bereits bestehenden Kreisen und Gemeinden schaffte König Manuel I. im Jahr 1514 den Kreis Anadia und verlieh ihm Stadtrechte (Foral). Im Zuge der Verwaltungsreformen nach der Liberalen Revolution 1822 vergrößerte sich der Kreis Anadia durch zahlreiche Eingemeindungen.
Seit Ende des 19. Jahrhunderts sorgte, neben der Ankunft der Eisenbahnlinie Linha do Norte, insbesondere der Aufstieg des Kurortes Curia im Kreis für Wachstumsimpulse. 2004 wurde Anadia vom Status einer Kleinstadt (Vila) zur Stadt (Cidade) erhoben.

## Sport
Mit dem Velódromo Nacional – Centro de Alto Rendimento de Sangalhos ist das Radsport-Leistungszentrum (CAR) des Landes im Kreis Anadia angesiedelt, in der Gemeinde Sangalhos.
Der städtische Sportpark Complexo desportivo de Anadia umfasst Schwimmbecken (Piscina Municipal), drei Tennisplätze, einen Futsal- und einen Fußballplatz mit synthetischem Rasen. Auch der Sporthallenkomplex Pavilhão de Desportos gehört dazu. Die Haupthalle, in der u. a. ein nationales Basketballfinale stattfand, fasst 900 Zuschauer und ist insbesondere auf Basketball, Volleyball, Hallenfußball (Futsal) und Handball ausgerichtet.
Der 1926 gegründete Fußballverein Anadia Futebol Clube spielt in der vierten Liga, dem Campeonato Nacional de Seniores (Stand: Saison 2013/14). Er trägt seine Heimspiele im 6.500 Zuschauer fassenden städtischen Stadion Municipal Engº Sílvio Henriques Cerveira aus.

## Verwaltung

### Kreis
Anadia ist Sitz eines gleichnamigen Kreises (Concelho) im Distrikt Aveiro. Am 19. April 2021 hatte der Kreis 27.532 Einwohner auf einer Fläche von 216,6 km².
Die Nachbarkreise sind (im Uhrzeigersinn im Norden beginnend): Águeda, Mortágua, Mealhada, Cantanhede sowie Oliveira do Bairro.
Mit der Gebietsreform im September 2013 wurden mehrere Gemeinden zu neuen Gemeinden zusammengefasst, sodass sich die Zahl der Gemeinden von zuvor 15 auf zehn verringerte.
Die folgenden Gemeinden (Freguesias) liegen im Kreis Anadia:

| Gemeinde                                       | Einwohner (2021) | Fläche km² | Dichte Einw./km² | LAU- Code |
| ---------------------------------------------- | ---------------- | ---------- | ---------------- | --------- |
| Amoreira da Gândara, Paredes do Bairro e Ancas | 2.429            | 22,06      | 110              | 010316    |
| Arcos e Mogofores                              | 6.239            | 14,39      | 433              | 010317    |
| Avelãs de Caminho                              | 1.294            | 6,45       | 201              | 010304    |
| Avelãs de Cima                                 | 1.953            | 40,58      | 48               | 010305    |
| Moita                                          | 2.206            | 34,18      | 65               | 010307    |
| Sangalhos                                      | 3.835            | 16,90      | 227              | 010309    |
| São Lourenço do Bairro                         | 2.288            | 15,38      | 149              | 010310    |
| Tamengos, Aguim e Óis do Bairro                | 3.252            | 17,40      | 187              | 010318    |
| Vila Nova de Monsarros                         | 1.545            | 23,72      | 65               | 010312    |
| Vilarinho do Bairro                            | 2.491            | 25,56      | 97               | 010313    |
| Kreis Anadia                                   | 27.532           | 216,62     | 127              | 0103      |

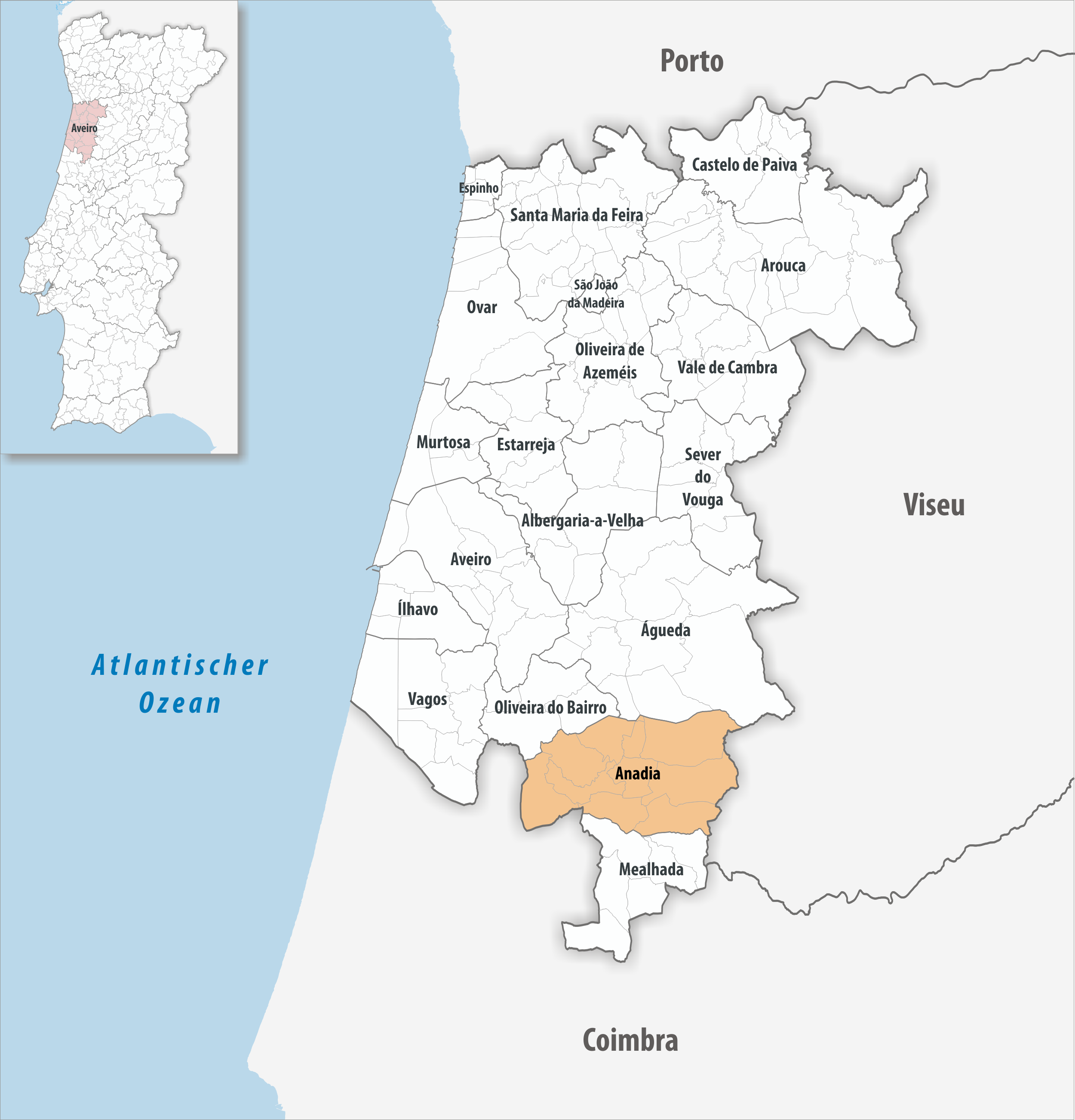
Kreis Anadia

Die Stadt Anadia befindet sich innerhalb der Gemeinde Arcos.
Die wichtigsten Ortschaften der Gemeinde Arcos sind:
- Anadia (Stadt)
- Arcos
- Famalicão
- Malaposta

### Bevölkerungsentwicklung
| Einwohnerzahl im Kreis Anadia (1849–2011) | Einwohnerzahl im Kreis Anadia (1849–2011) | Einwohnerzahl im Kreis Anadia (1849–2011) | Einwohnerzahl im Kreis Anadia (1849–2011) | Einwohnerzahl im Kreis Anadia (1849–2011) | Einwohnerzahl im Kreis Anadia (1849–2011) | Einwohnerzahl im Kreis Anadia (1849–2011) | Einwohnerzahl im Kreis Anadia (1849–2011) | Einwohnerzahl im Kreis Anadia (1849–2011) |
| ----------------------------------------- | ----------------------------------------- | ----------------------------------------- | ----------------------------------------- | ----------------------------------------- | ----------------------------------------- | ----------------------------------------- | ----------------------------------------- | ----------------------------------------- |
| 1849                                      | 1900                                      | 1930                                      | 1960                                      | 1981                                      | 1991                                      | 2001                                      | 2011                                      |                                           |
| 5.761                                     | 17.161                                    | 23.245                                    | 29.039                                    | 29.820                                    | 28.899                                    | 31.545                                    | 29.121                                    |                                           |

### Kommunaler Feiertag
- Christi Himmelfahrt

### Städtepartnerschaften
- Lettland: Jūrmala
- Kap Verde: Boa Vista
- Kap Verde: São Lourenço dos Órgãos (Insel Santiago)
- Guinea-Bissau: Catió (Region Tombali)
- Senegal: Diaobé-Kabendou (Region Kolda)
- Frankreich: Villecresnes[8]

## Söhne und Töchter der Stadt
- Afonso Brás (1524–1610), jesuitischer Missionar, gilt als Gründer des Klosters, aus dem die brasilianische Metropole São Paulo entstand
- António Xavier Machado e Cerveira (1756–1828), Organist
- José Xavier de Cerveira e Sousa (1797–1862), Bischof in Funchal, Beja und Viseu
- Mário Ferreira Duarte (1869–1939), Sportfunktionär
- Moura Coutinho (1872–1954), Architekt
- Fausto Sampaio (1893–1956), impressionistischer Maler
- Augusto Cancela de Abreu (1895–1965), Politiker, mehrmaliger Minister in den 1940er Jahren
- Manuel Rodrigues Lapa (1897–1989), Romanist, Lusitanist, Brasilianist und Galicist
- Maria da Conceição Tavares (1930–2024), portugiesisch-brasilianische Ökonomin und Autorin, Politikerin des Partido dos Trabalhadores
- Vital Moreira (* 1944), Jurist, Hochschullehrer und linker Politiker
- António José Conceição Oliveira (* 1946), Fußballspieler und -trainer
- Celeste Cardona (* 1951), Juristin und konservative Politikerin, Justizministerin im Kabinett Durão Barroso
- André Filipe Fernandes Nogueira (* 1987), Fußballspieler
- Nélson Oliveira (* 1989), Radrennfahrer

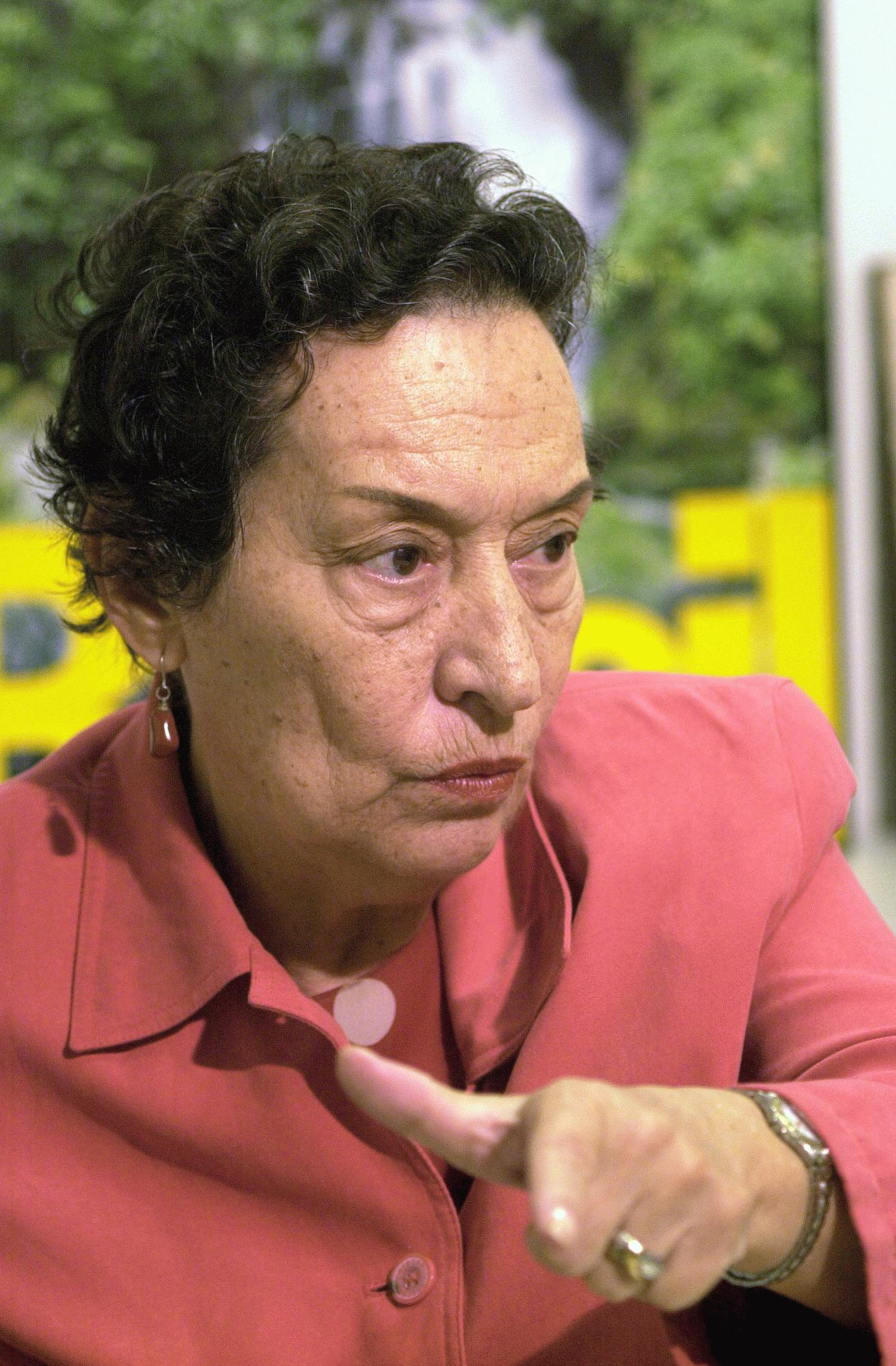
Maria da Conceição Tavares (2004)
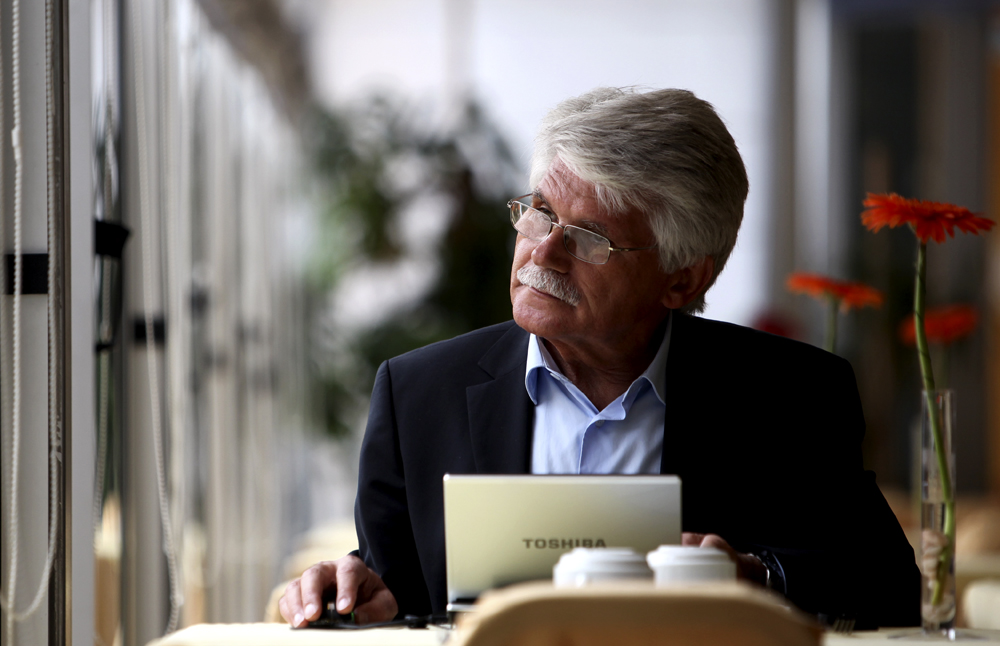
Vital Moreira (2009)
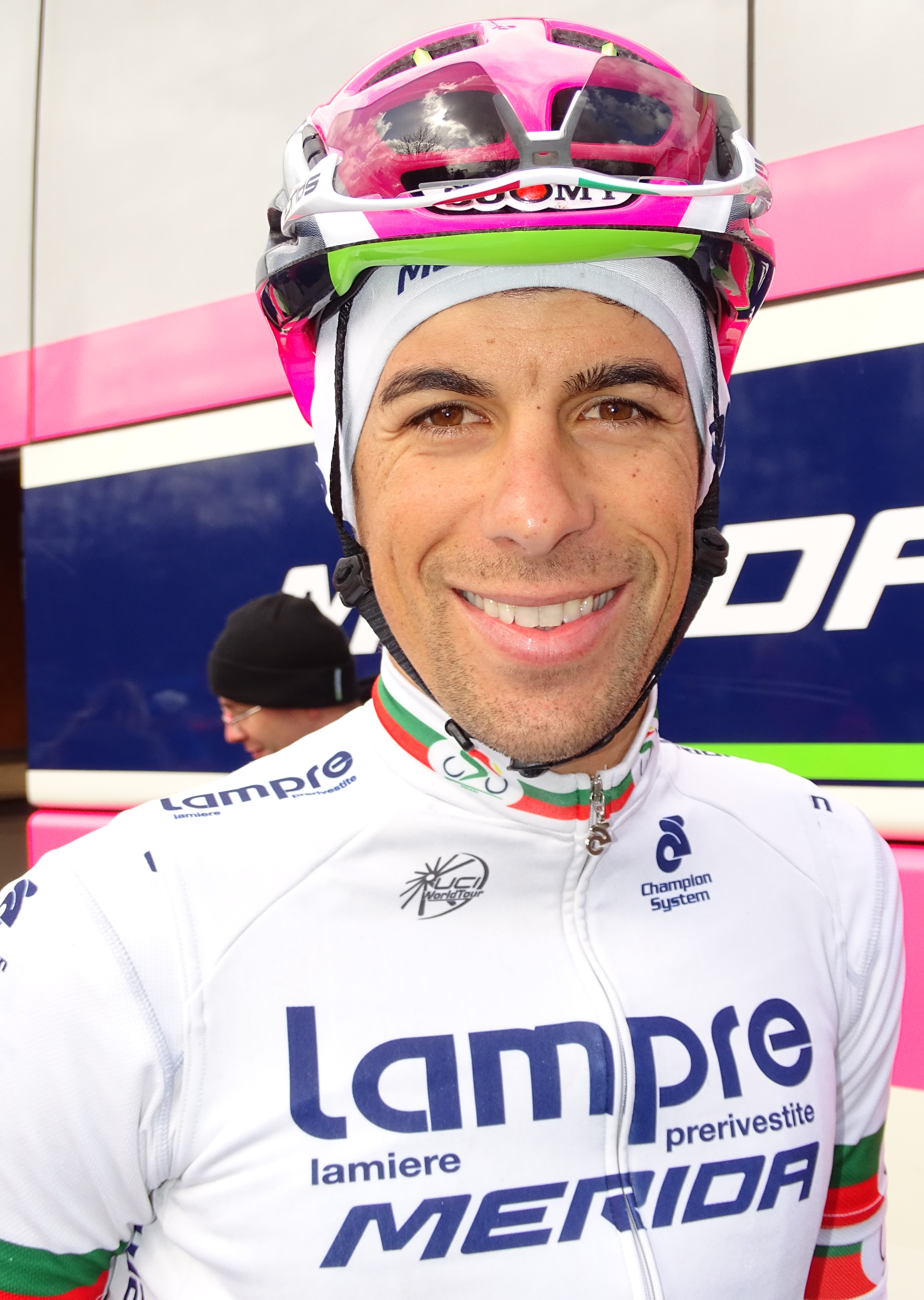
Nélson Oliveira 2015 beim Drei-Tage-von-De-Panne-Rennen